# Chionaspis wistariae
Chionaspis wistariae är en insektsart som beskrevs av Cooley 1897. Chionaspis wistariae ingår i släktet Chionaspis och familjen pansarsköldlöss. Inga underarter finns listade i Catalogue of Life.